# Pala di San Nicolò della Lattuga
La Pala di San Nicolò della Lattuga o Pala di San Nicolò dei Frari o anche Madonna di San Nicolò dei Frari è un'opera di Tiziano Vecellio dipinta a olio su tavola fra il 1522 e il 1526, successivamente trasferita su tela, proveniente dall'omonima chiesa veneziana ancor prima della sua demolizione ed esposta nei Musei Vaticani.

## Storia
La storia di questo dipinto risulta abbastanza intricata nelle narrazioni. Il primo ad introdurre delle perplessità fu Vasari che scriveva come l'originaria commissione fosse stata assegnata all'allievo di Tiziano Paris Bordon «nella sua età di diciotto anni» ma, a detta dello scrittore toscano, già parecchio attivo. Il maestro ingelosito «fece tanto con mezzi e con favori, che gliele tolse di mano, o per impedirgli che non potesse così tosto mostrare la sua virtù, o pure tirato dal disiderio di guadagnare».

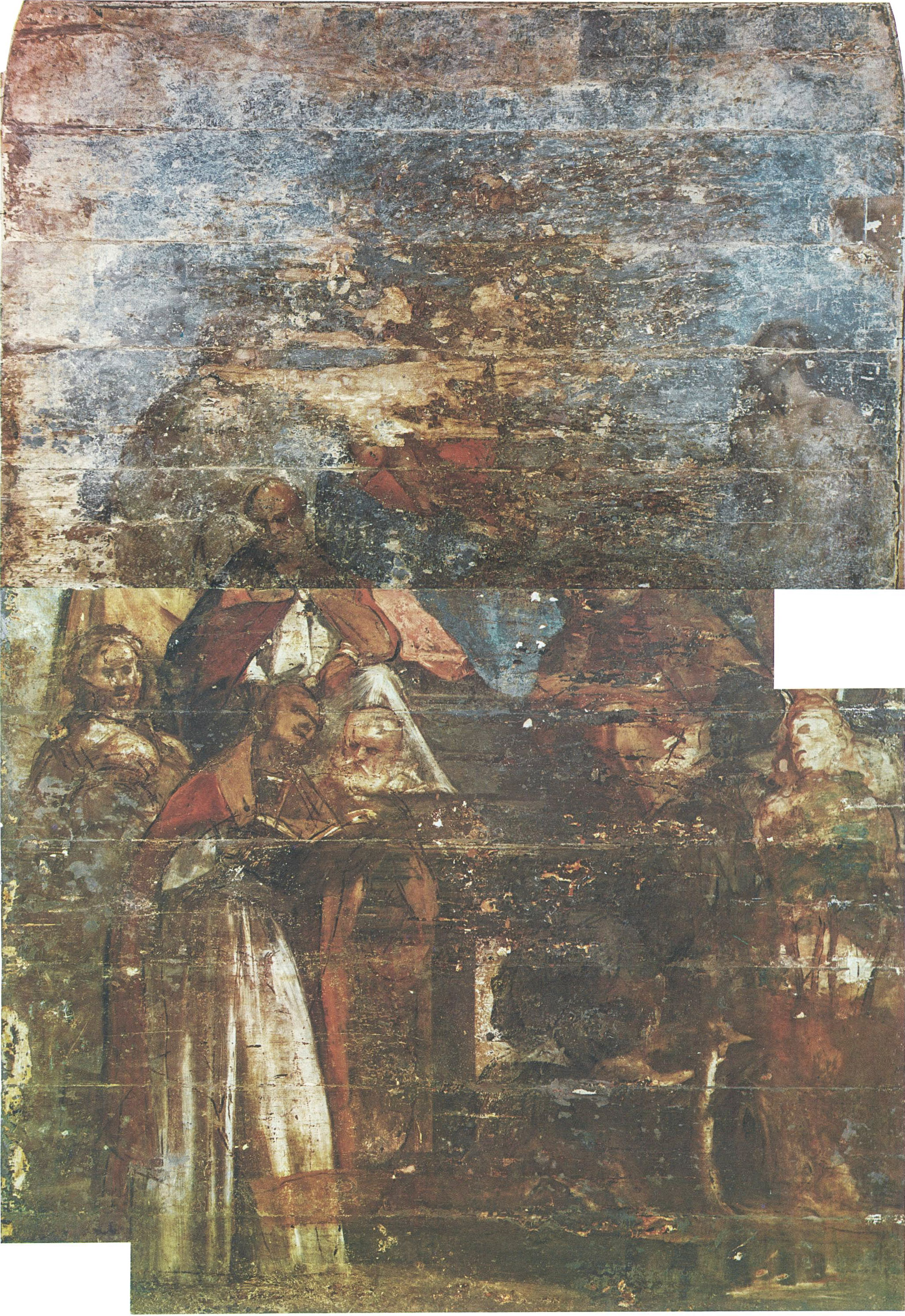
Dipinto sottostante la pellicola pittorica della pala definitiva, 1514-1515; immagine speculare della ripresa durante il restauro del 1960-1966

Tuttavia la risultante collocazione della commissione nel 1518 (Bordon era nato nel 1500) viene sostanzialmente negata dalla pubblicazione di un documento del 1770 che cita la data della commissione al 1514. Il trasporto su tela del dipinto nel 1960 ha rivelato che sotto la definitiva versione del dipinto ne esisteva un'altra, di diversa impostazione (quella iniziata dal Tiziano nel 1514-1515 e rimasta incompiuta). Diviene quindi improbabile che il dipinto fosse stato commissionato ad un quattordicenne, semmai è plausibile che si tratti di una più tarda richiesta, all'ormai promettente diciottenne, di portare a termine l'opera interrotta dal maestro. In ogni caso risulta dimostrato che Bordon riuscì ad iniziare un'attività autonoma solo nel 1520.
La prima versione a impostazione piramidale venne abbandonata dal Vecellio per dedicarsi all'esecuzione di commissioni più prestigiose. Infatti, sempre per il complesso dei Frari, proprio nel 1518 consegnò la grande pala dell'Assunta per dedicarsi dal 1519 alla Pala Pesaro. D'altra parte non mancavano già le commissioni da parte di potenti ed è stata anche individuata, su alcune tavole della prima versione della pala per San Nicolò, la presenza di tracce di un ulteriore dipinto con il paesaggio di un lago. Forse si tratta del dipinto descritto nella lettera del pittore ad Alfonso d'Este: «Del bagno che la Illustrissima Signoria Vostra mi ordinò non mi son domenticato». Dipinto poi abbandonato per il nuovo ordine estense dell'Omaggio a Venere (1518-1519), la prima tela della serie dei Baccanali per il camerino del duca (1519-1523).
Nel Settecento i frati ebbero modo di lamentarsi più volte con i Procuratori de Ultra, cui spettava il giuspatronato della chiesa, del precario stato del dipinto. Fu così che nel 1740 Gaetano Zompini si era proposto per il restauro. Ma ancora nel 1751 il priore Barbarigo dovette insistere per il pessimo stato del dipinto che «quotidianamente deteriorando sarà senza fallo fra pochi anni intieramente si perderà».

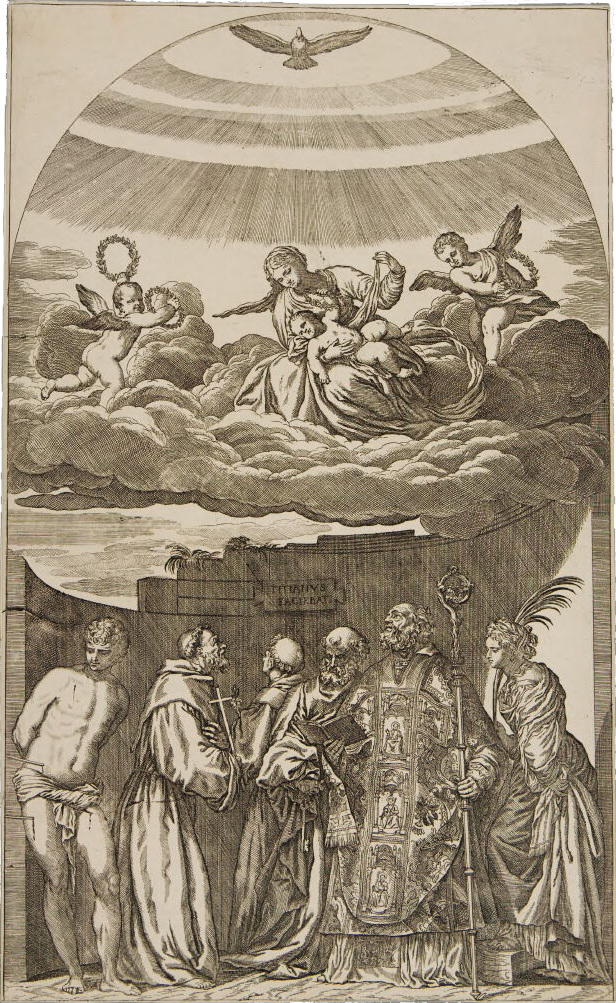
L'opera prima della mutilazione: Valentin Lefebvre da Tiziano, Pala di San Nicolò dei Frari, ante 1677, acquaforte (esiste anche una incisione settecentesca a chiaroscuro prodotta nel 1742 da John Baptist Jackson)

Alla fine nel 1770 la pala venne venduta al console inglese John Hudny, per 300 zecchini. Questi provvide ad un primo restauro. La «famosa tavola di Tiziano nella Capella maggiore» era stata infatti rimossa dal sito e Zanetti, che l'aveva così celebrata nel 1733 rafforzando la citazione del Boschini, non la cita più tra le opere pubbliche del cadorino nella sua guida pubblicata nel 1771. L'importo dell'acquisto venne depositato presso la zecca a cauzione dell'impegno assunto dal console di sostituire entro due anni il dipinto con una nuova opera eseguita da Giambettino Cimaroli (Pompeo Batoni, interpellato in precedenza, aveva declinato l'incarico). Cimaroli però morì l'anno successivo e il progetto dell'inglese non poté aver seguito. Così la sua cauzione fu incamerata dai procuratori che incaricarono della sostituzione Giuseppe Angeli. Il pittore consegnò il dipinto nel 1774, rappresentava San Nicolò che calma il mare in tempesta. Di questa nuova opera non resta tuttavia traccia e non risulta nemmeno citata nel resoconto dei dipinti presi in consegna nel 1807 da Pietro Edwards, dopo la soppressione del convento.
Per interessamento di Giovanni Volpato e Gavin Hamilton, papa Clemente XIV fu convinto ad acquistare la pala di Tiziano. L'opera venne esposta dapprima nel palazzo del Quirinale, dove nel 1786 fu osservata da Goethe, accompagnato da Tischbein, poi venne trasferita da Pio VII in Vaticano, in quella che nel 1817 divenne la Pinacoteca Vaticana.
Durante il primo trasferimento la tavola venne divisa in due pezzi per facilitarne il trasporto; con lo spostamento successivo fu eliminata la parte centinata in modo da farla risultare in pendant con la Trasfigurazione di Raffaello.
Nel 1960, il deterioramento accentuato del supporto ligneo obbligò al trasferimento su tela. Quando la pellicola pittorica fu distaccata sul suo verso, divenne visibile la prima stesura dell'opera e anche le tracce del precedente paesaggio. Un nuovo restauro fu eseguito un'occasione della mostra di Tiziano alle Scuderie del Quirinale nel 2013.
Cavalcaselle e Crowe avevano creato un equivoco confondendo il dipinto con l'affresco per la cappella di San Nicolò nel Palazzo Ducale; la loro datazione al 1523 ripresa dai Diari del Sanudo non poté così aver seguito.  E in effetti prima della recente conferma del consenso sulla datazione 1522/1526 (o quantomeno attorno al primo lustro degli anni venti del XVI secolo) si erano già espressi propendendo per una simile collocazione temporale Burckhardt (1898 dove correggeva la precedente datazione più tarda che aveva espresso nel 1855), Venturi (1928) e Longhi (1948). Invece Mayer (1937), Pallucchini (1969) o Valcanover (1969) ritenevano che l'opera fosse più tarda, vicina al 1535. Hood e Hope (1977) proponevano anzi di allargare il periodo al 1532/1538 ponendo come ulteriore prova il fatto che la firma sia Titianus invece che Ticianus, una forma che consideravano adottata dopo la nomina del pittore a conte palatino. Un argomento poco condivisibile visto che la firma Titianus appare anche nella Pala Gozzi del 1520 e quella Ticianus nel San Giovanni Battista del 1540.

## Descrizione e stile

### Prima versione
Per quanto sia possibile leggere, le rimanenze della prima versione della pala l'impostazione generale era diversa, costruita con la classica struttura piramidale belliniana, con un numero di nove o dieci santi pressoché non identificabili con sicurezza. Tuttavia a differenza della precedente Pala di san Marco presenta una variazione di schema ponendo i santi non protagonisti su differenti livelli, non più sorgenti da un'unica linea di base. Si trattava di una soluzione che trovava il modello di riferimento più probabile per Tiziano nella Pala di Sant'Ambrogio dei milanesi di Alvise Vivarini, presente da una decina di anni nella terza cappella absidale di sinistra della basilica dei Frari e prima ancora, dallo stesso autore dipinta nella pala di Belluno del 1485 circa. che poi giunta al Kaiser-Friedrich-Museum di Berlino venne distrutta nel 1945. Soluzione sperimentata solo successivamente anche da Carpaccio nelle due Sacre conversazioni di Capodistria (1516) e Pirano (1518).

### Seconda versione
Per la seconda versione è possibile pensare ad una data post quem definita dalla dedica sulla cornice marmorea «Almae Virgini Mariae, Redemptoris Matri, Hanc Aram Frater Germanus DivI Nicolai dicavit MDXXII» [All'alma Vergine Maria, madre del Redentore, dedicò questo altare il frate Germano di San Nicolò 1522]. In questa nuova Impostazione, forte dell'esperienza dell'Assunta, abbandona lo schema chiuso in una piramide simmetrica e l'espressività pacata dei santi compresenti, per sostituire più marcate e variate gestualità al gruppo sottostante.
Ne sono testimonianza le pagine scritte da Goethe ricordando il 3 novembre 1786 quando, accompagnato dall'amico pittore Tischbein, si recò al Quirinale per assistere ad una messa in suffragio dei defunti officiata dal papa Pio VI nella cappella privata del palazzo. Dopo la funzione, visitando il resto della residenza, si soffermò sull'opera e volle raccontare le proprie emozioni per questa «opera d'arte di pregio inestimabile»:
Il poeta non aveva interesse ad identificare i vari personaggi, né probabilmente aveva documentazione disponibile, piuttosto era attento, come chiosava alla fine, alla coralità dei diversi personaggi e continuava così nella descrizione:
Si riferiva qui alle figure di san Nicolò e di santa Caterina d'Alessandria. La presenza del vescovo di Myra, particolarmente venerato a Venezia, era obbligata in quanto titolare della chiesa di provenienza. Ma se per le altre chiese veneziane intitolategli era visto come protettore dei marinai, qui invece risalta rispetto alle altre figure e «la sua vasta mole» lo definisce come «argine sicuro, pilastro saldo della chiesa». Ridolfi aveva rilevato come la sua testa fosse ripresa da quella del Laocoonte (ma chiosa «gentimente», meno tragica), personaggio principale del gruppo scultoreo ritrovato nel 1506 e di cui vennero subito diffusi numerosi disegni. Per quanto sia possibile una corrispondenza fortuita, il disegno rivela la ricerca attenta alle antichità classiche condotta da Tiziano in quel periodo. Dolce dal canto suo ne loda la resa delle vesti per «il lustro e l'asprezza dell'oro, che par veramente ìntessuto», la testa «veramente miracolosa, e piena d'infinita maestà». Questa figura altresì fornì da modello a Lorenzo Lotto per il suo San Nicola in gloria dei Carmini e fu citato letteralmente nel san Zenone della pala di Jacopo Bassano a Borso del Grappa.
La bionda santa Caterina è caratterizzata solo dalla palma del martirio e dal peplo, virati della luce verso un quasi monocromatico tono bronzeo. Sebbene la sua devozione fosse comunque presente a Venezia, è plausibile un'indicazione di preferenza da parte del priore Germano da Casale, che una ventina d'anni prima, quand'era priore del convento di San Rocco a Mestre, aveva commissionato al Cima un trittico dedicato a questa martire. Come Goethe, i vecchi critici si soffermano sulla bellezza ed eleganza di Caterina, «d'idea molto soave», e il suo «volger leggiadro, nel viso et in ogni sua parte divina».
Alla destra del primo gruppo è san Pietro, con le pesanti chiavi pendenti da un'invisibile cinta, che pare sbirci nel libro aperto di Nicolò. Vestito di rosso con un manto dorato si fonde quasi alla figura dell'altro, come ispiratore. Probabilmente il santo fu scelto per commemorare il precedente priore fra' Pietro da Lucignano, che aveva dato avvio alla ricostruzione della chiesetta.

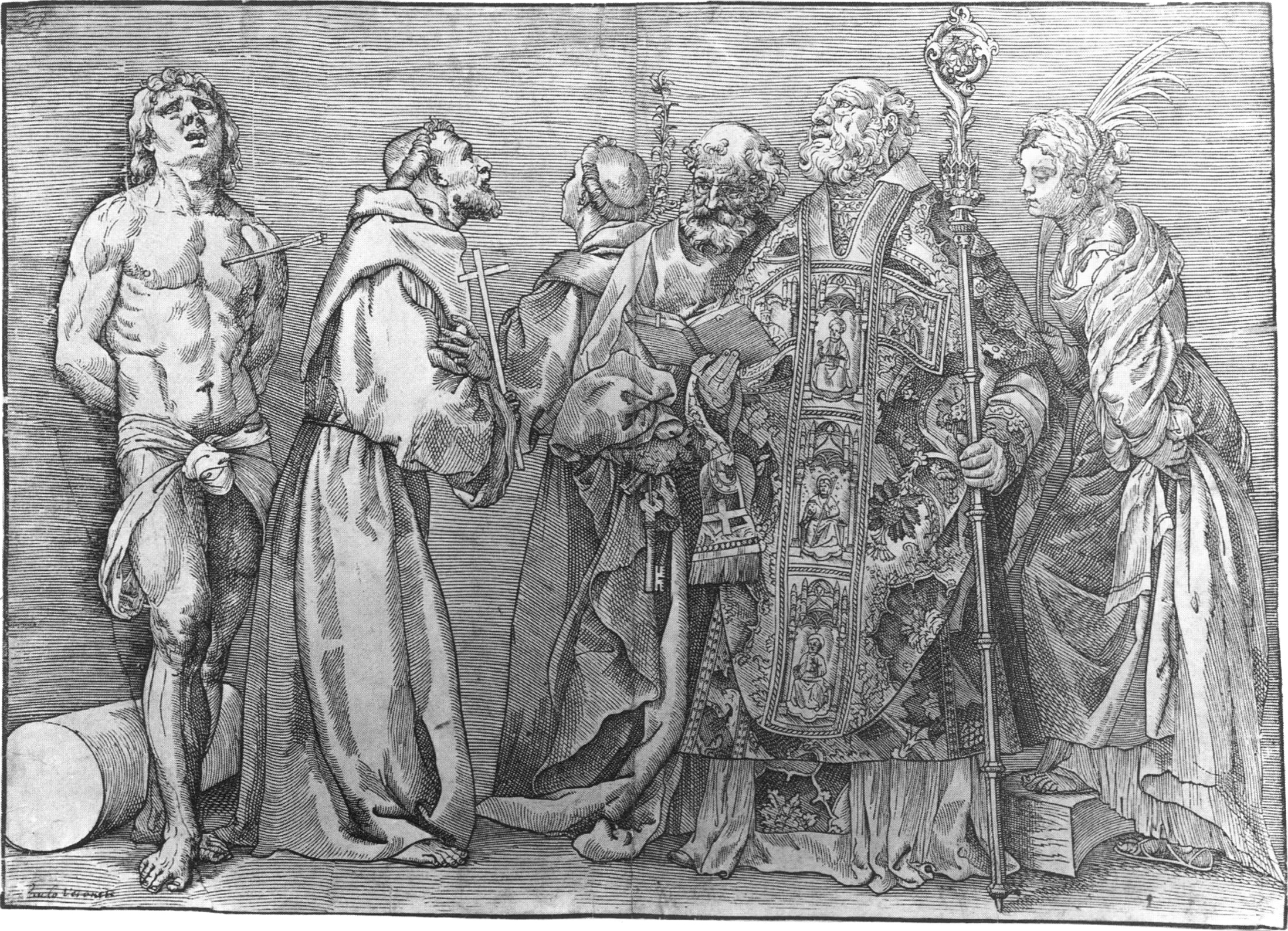
Anonimo da Tiziano, Sei santi, XVI secolo, xilografia

Gothe poi si soffermò a commentare la figura di san Sebastiano sul lato opposto:
Una figura che, a quanto riferisce il Dolce, aveva colpito particolarmente il Pordenone: «Il qual San Sebastiano essendo il Pordonone andato a vedere, hebbe a dire, io stimo, che Tìtiano in quel nudo habbìa posto carne, e non colorì». Un giudizio ripreso anche dal Ridolfi: «poiché Titiano rappresentò quell'ignudo così delicato con pochi sentimenti, che par di vera carne».

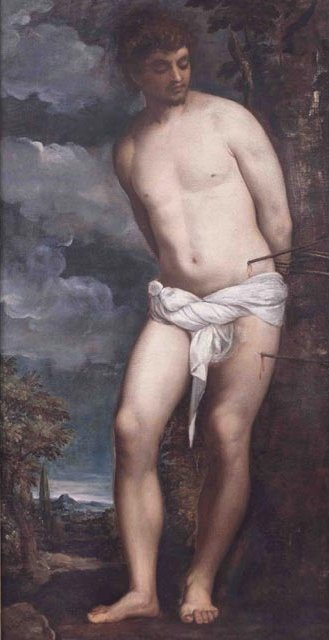
Tiziano, San Sebastiano, 1530?, New York, collezione privata

Vasari invece sottolinea che fu «ritratto dal vivo e senza artificio niuno che si veggia essere stato usato in ritrovare la bellezza delle gambe e del torso, non vi essendo altro che quanto vide nel naturale». In effetti il disegno della figura, ben piantata sui piedi e solo col torso leggermente reclinato in avanti, appare carente del contrapposto classico, così come il più giovanile Sebastiano nella Pala di San Marco (1510) all'opposto del più articolato martire nel Polittico Averoldi. Insomma una versione piuttosto elementarmente naturale, fatto che aveva spinto Hood e Hope a immaginarvi l'intervento del fratello Francesco, intervento espressamente negato da altri. È interessante notare che il volto e le gambe di Sebastiano appaiano radicalmente modificate nella xilografia che fu «dallo stesso Tiziano disegnata in legno, e poi da altri intagliata e stampata», ma ritorni esattamente in questa versione naturale, dipinta contro un albero e un paesaggio di sfondo, in un altro dipinto di Tiziano di una collezione privata newyorkese.
Contrastanti con le figure più luminose che tendono al primo piano, emergono dall'ombra, quasi appartate umilmente e di spalle, le figure dei santi Antonio e e Francesco – molto simili agli stessi nella Pala Pesaro – lo sguardo rivolto verso l'alto, verso le creature celesti: sono il predicatore e il fondatore dell'ordine dei Frati minori, l'uno con il giglio della purezza l'altro con la croce della passione.
L'intero il gruppo di santi è raccolto in un'esedra diroccata e scoperchiata, aperta verso il cielo. Un motivo che verrà immediatamente replicato da Rocco Marconi nelle due pale dell'accademia di Venezia e dell'Alte Pinakothek di Monaco.
Nel cielo, sopra la sala semicircolare, sostenuti dalle nuvole, è una Madonna col Bambino e due angioletti:
Questa Madonna col Bambino è stata messa in riferimento con la lunetta affrescata da Tiziano a Palazzo Ducale con il medesimo soggetto, più che altro per l'atteggiamento intimistico della coppia e la letterale replica dell'angioletto di destra.
Goethe ebbe modo di osservare il dipinto ancora integro della sezione centinata, facendoci rimpiangere la perdita della colomba dello Spirito Santo da cui scendeva la luce che illuminava la scena:
E non c'è dubbio che la mutilazione, da cui si salva solo qualche lampo di luce, abbia alterato la percezione del dipinto caratterizzato dell'effetto della luminosità irradiante dallo Spirito Santo che trasporta verso terra la Vergine e il bambino, attraverso la «gran conca [che pare] si spezzi al fiotto delle nuvole» in un «ombra rotta da vibrazioni di luce, canto più sonoro quanto più contrastate, uno strumento di fasto pittorico e di enfasi monumentale».

## Galleria di immagini

Variazioni della pala piramidale
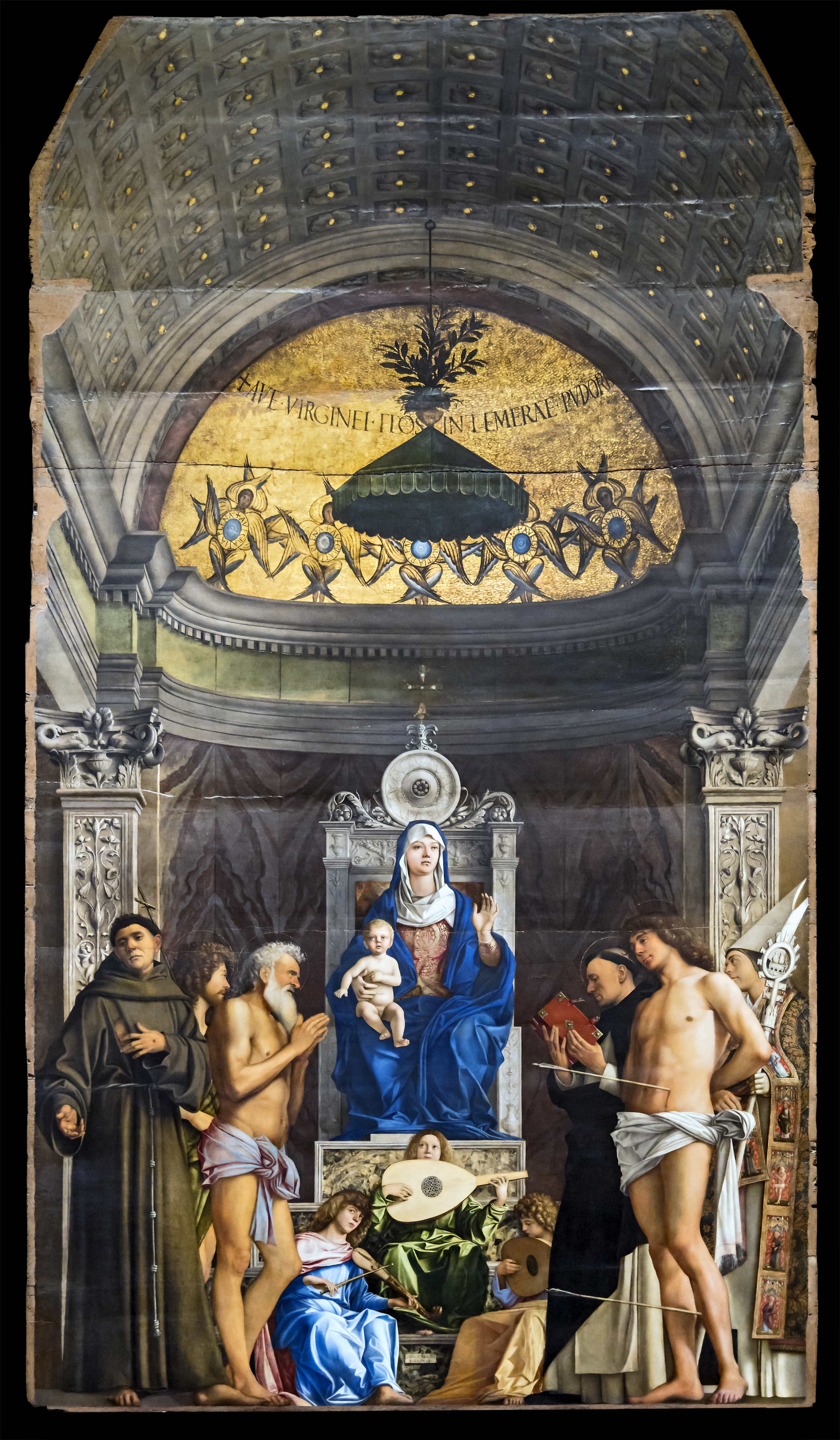
Giovanni Bellini, Pala di San Giobbe, 1480 circa, tempera e olio su tavola, Venezia, Gallerie dell'Accademia
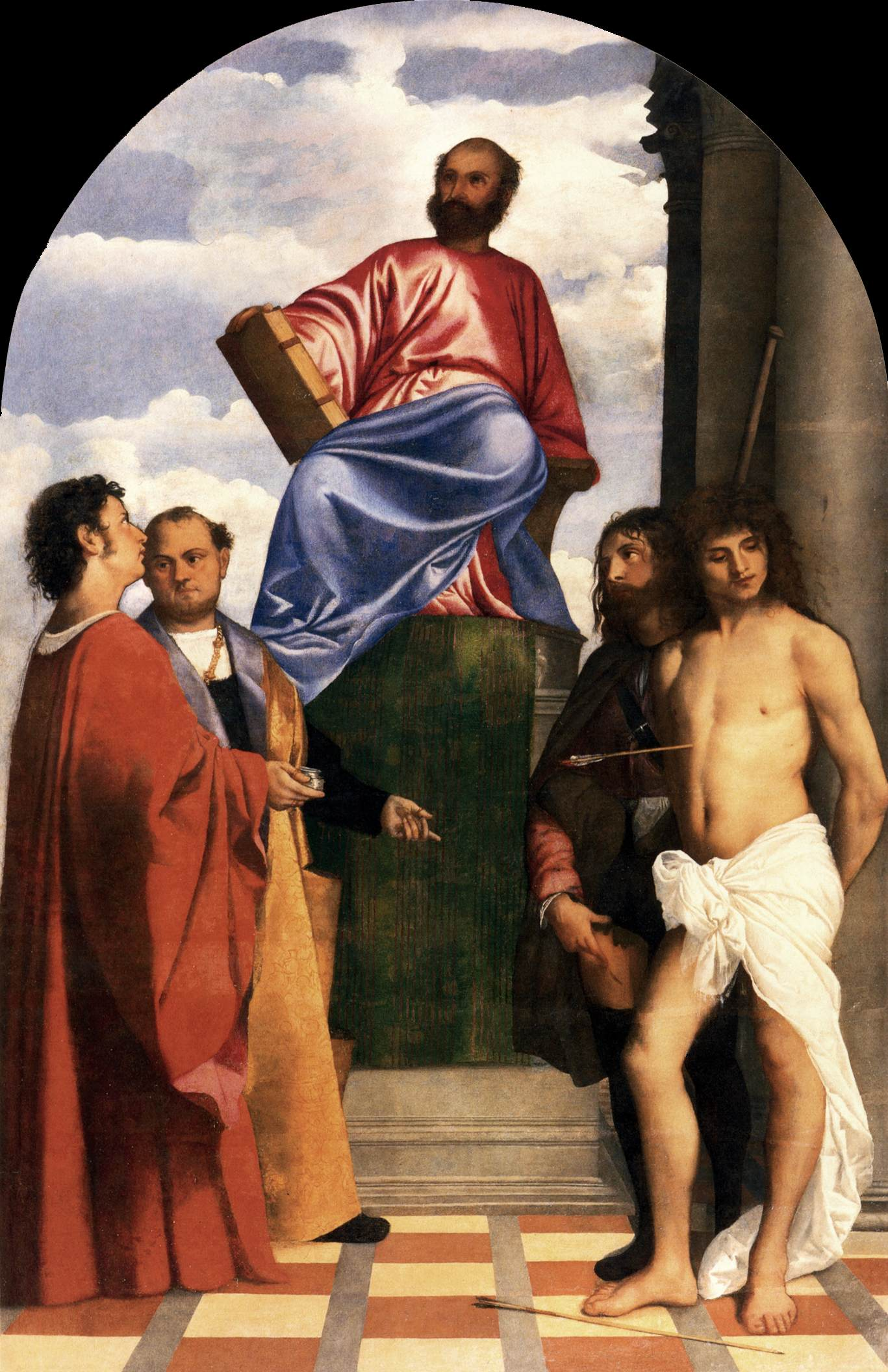
Tiziano, San Marco in trono, 1510-1511, olio su tavola, Venezia, Basilica della Salute
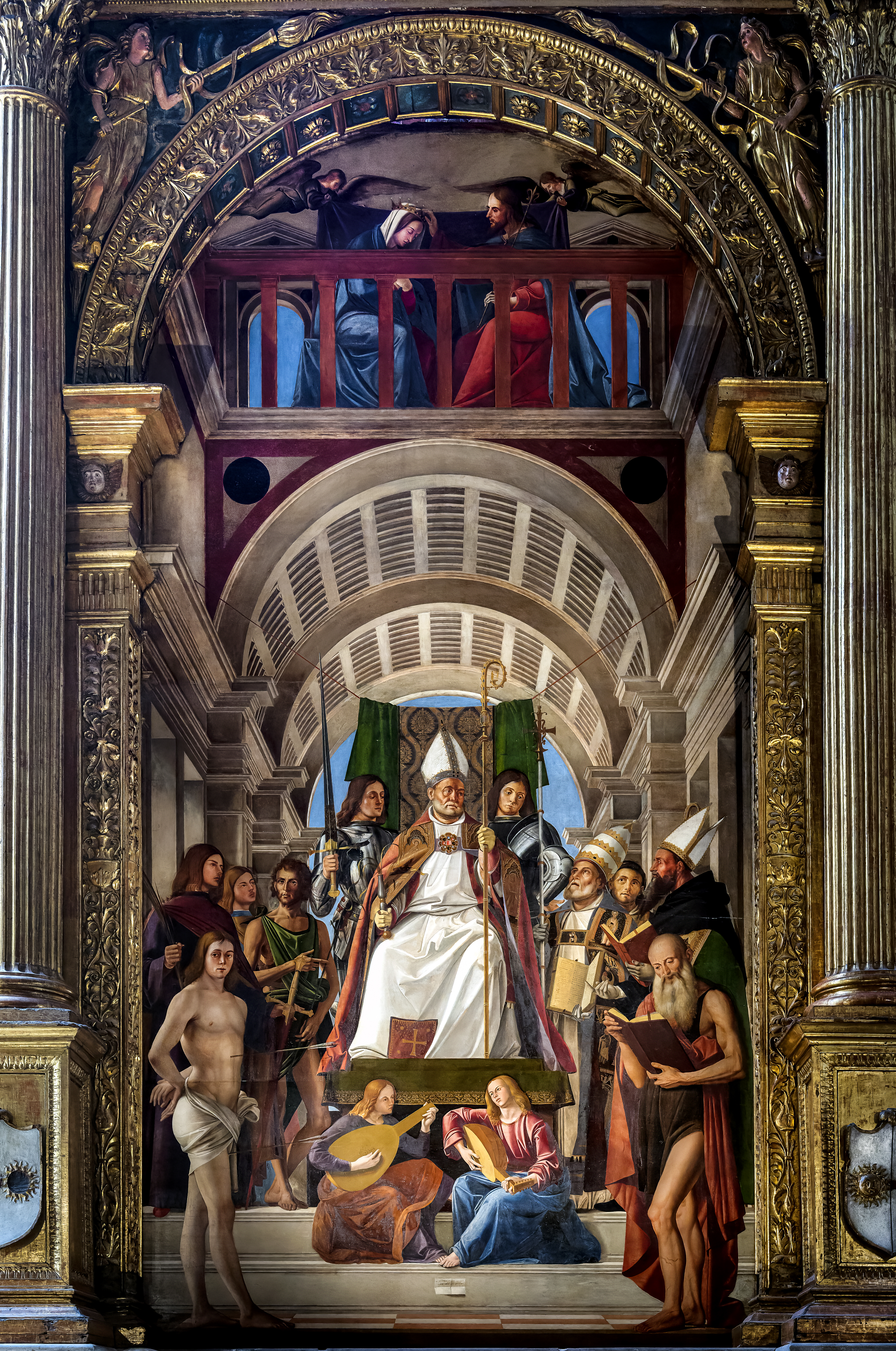
Alvise Vivarini, Pala di sant'Ambrogio dei milanesi, 1503, olio su tavola, Venezia, Basilica dei Frari
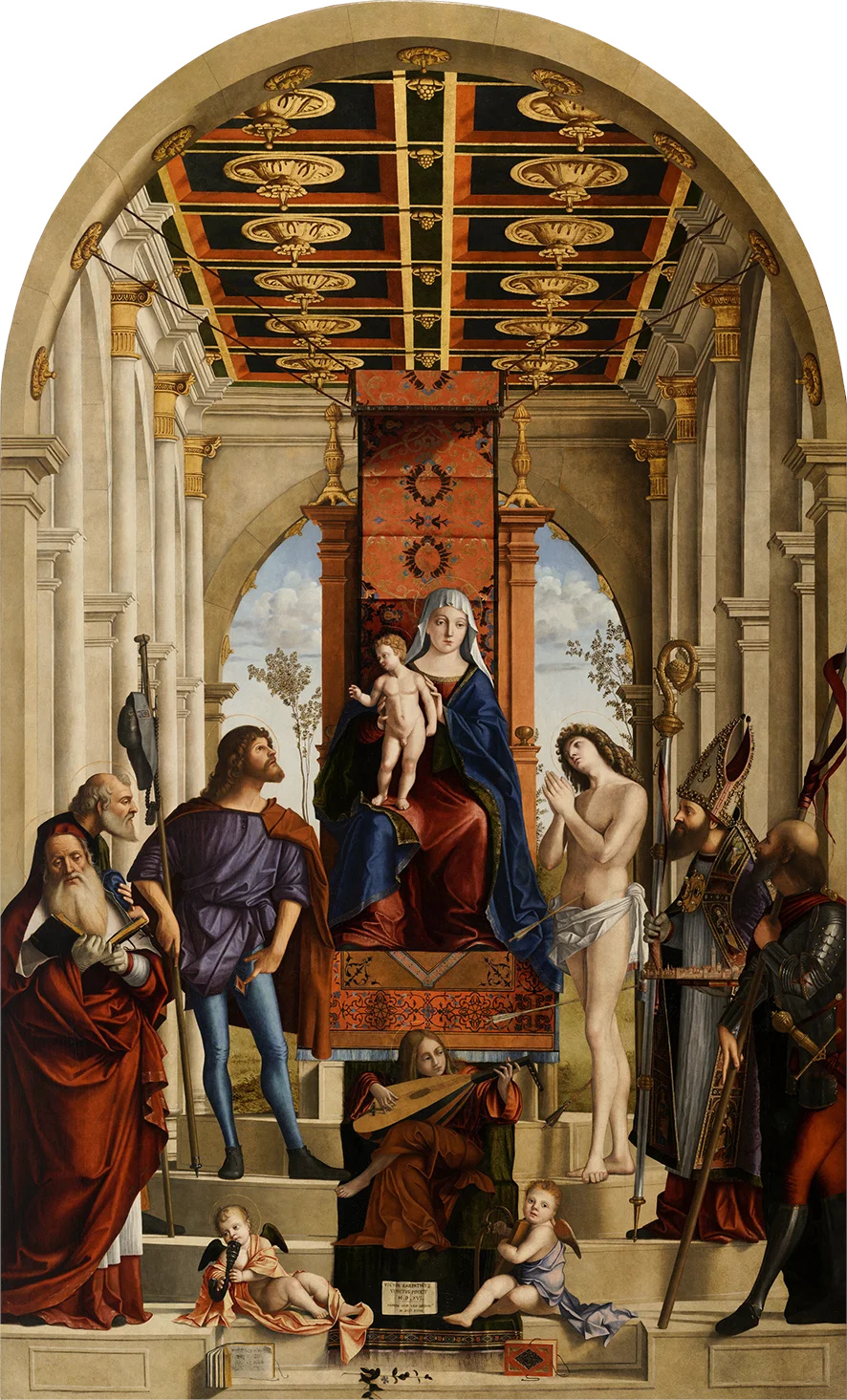
Vittore Carpaccio, Madonna col Bambino in trono e santi, 1516, olio su tela, Capodistria, Chiesa dell'Assunzione di Maria

Dipinti di Tiziano dello stesso periodo
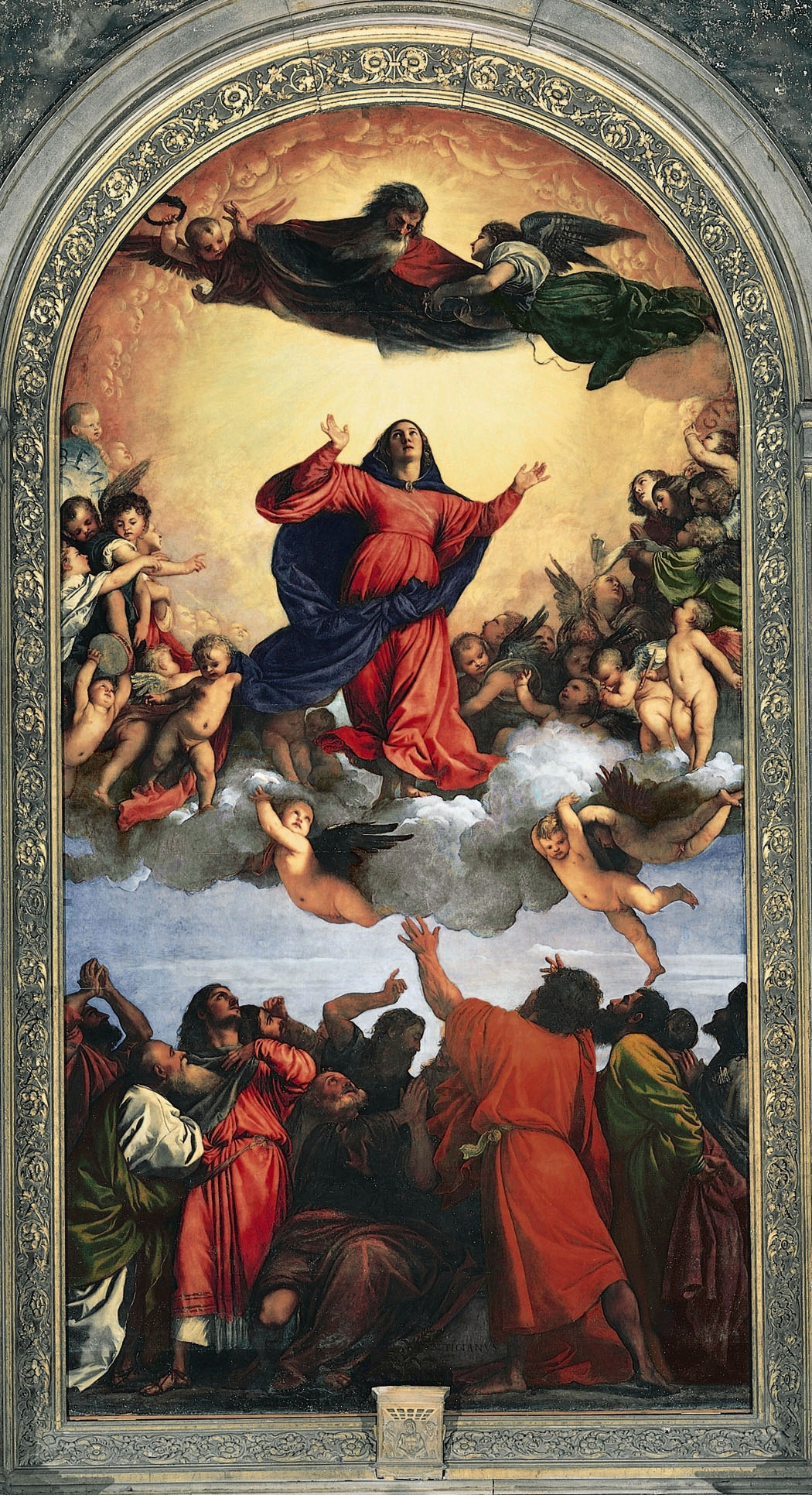
Tiziano, Assunta, 1518, olio su tavola, Venezia, Basilica dei Frari
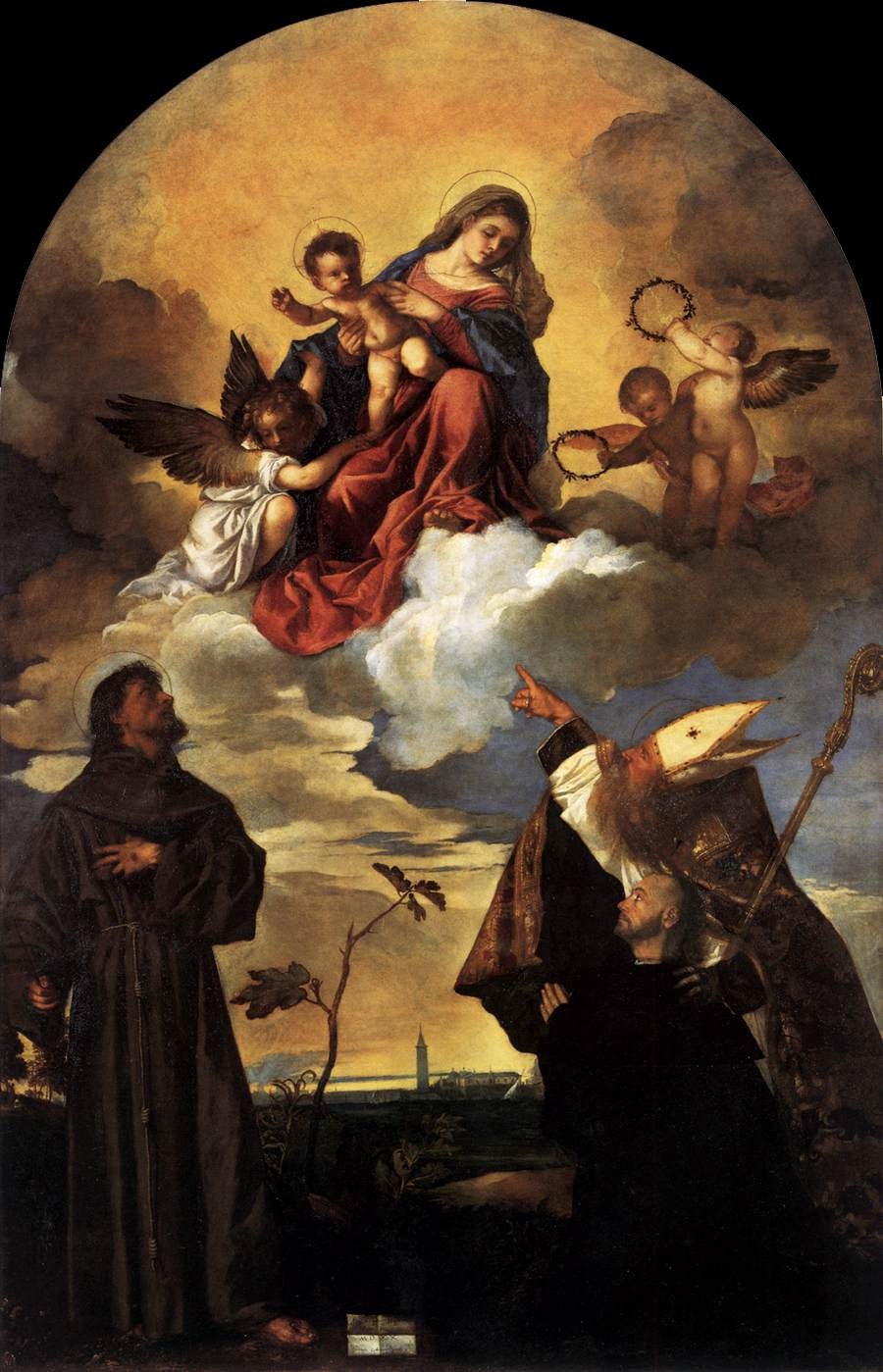
Tiziano, Pala Gozzi, 1520, olio su tavola, Ancona, Pinacoteca civica "Francesco Podesti
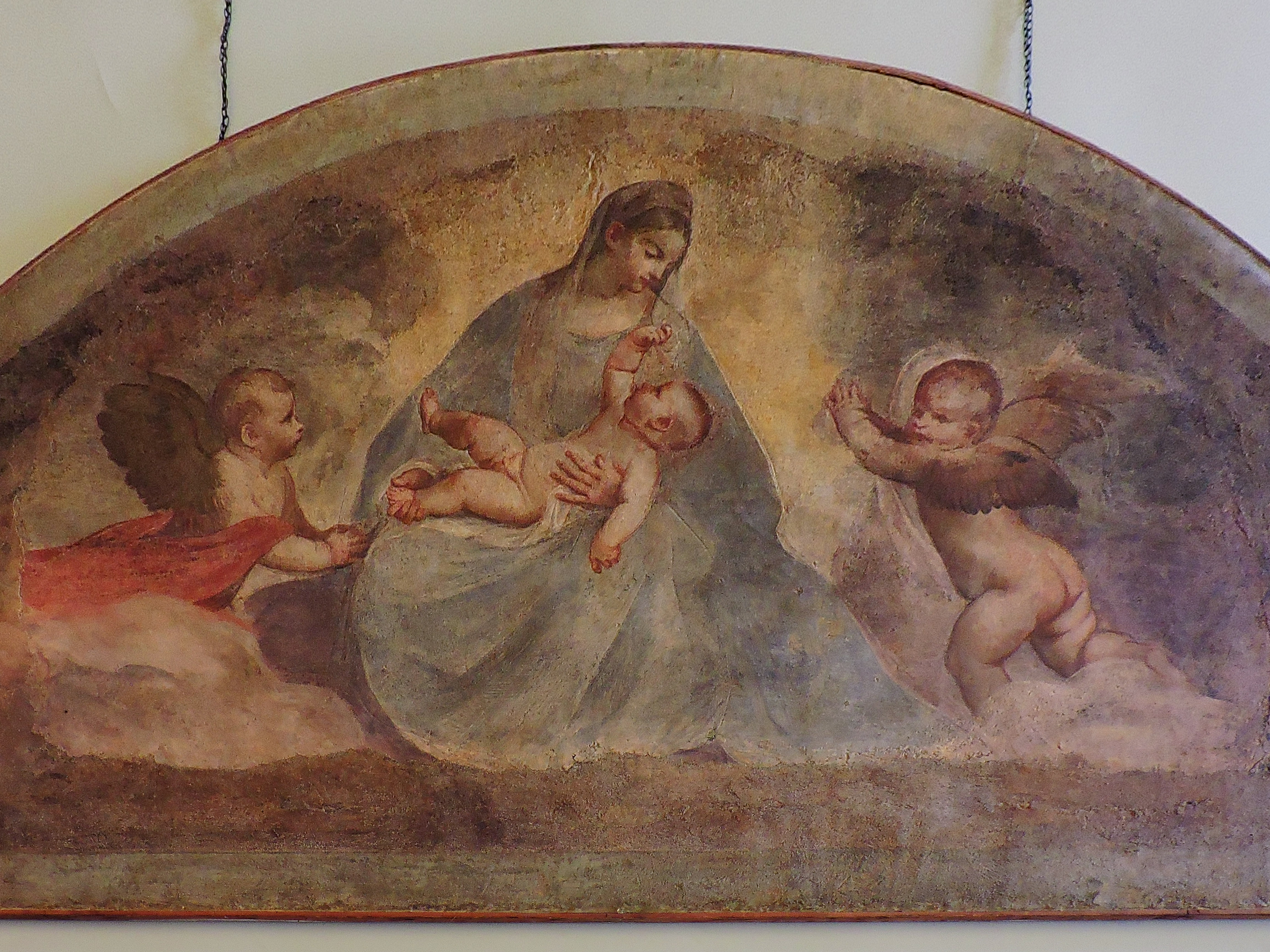
Tiziano, Madonna col Bambino e angeli, 1519/1523 ?, affresco, Venezia, Palazzo Ducale
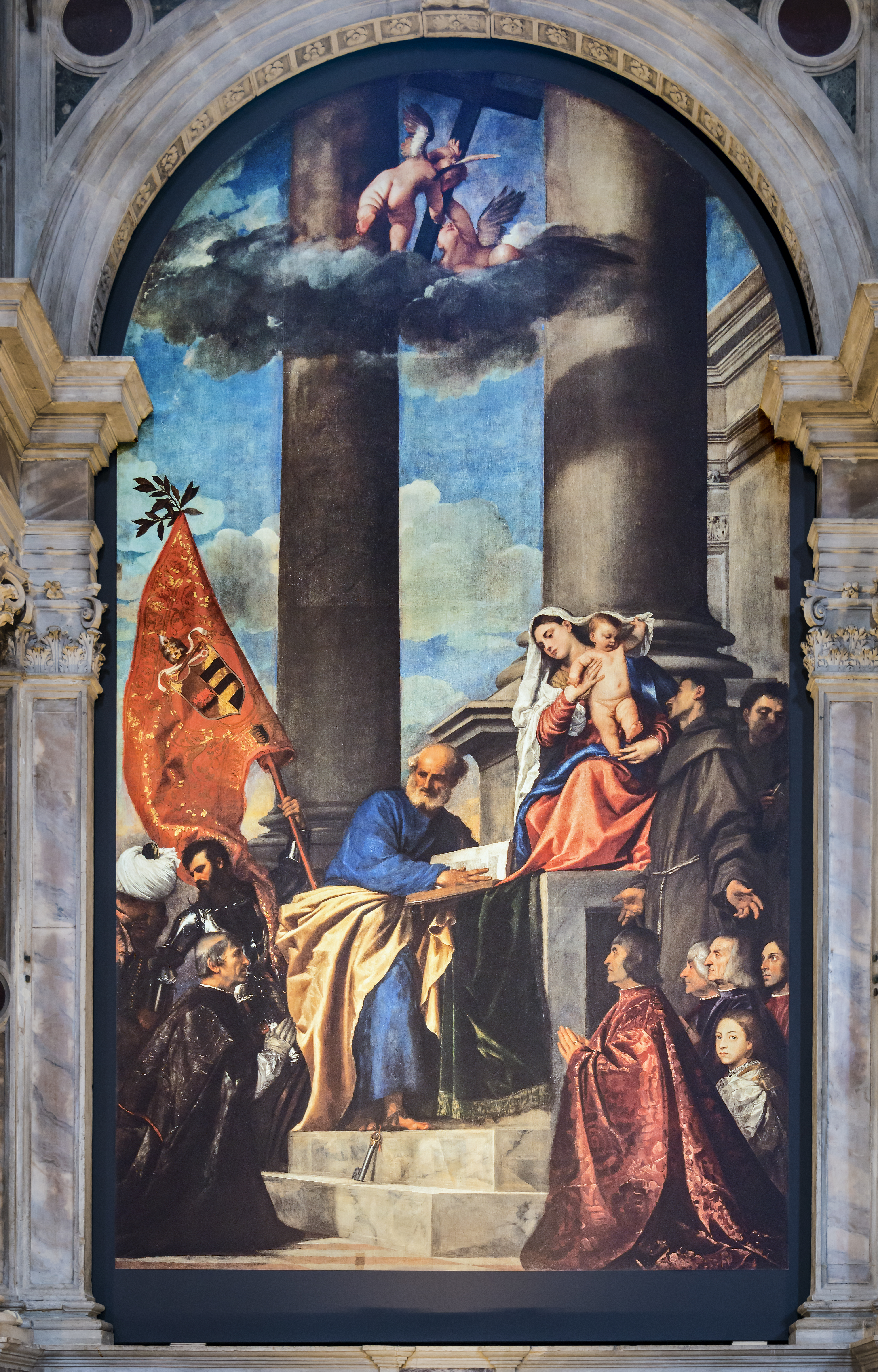
Tiziano, Pala Pesaro, 1519-1526, olio su tela, Venezia, Basilica dei Frari

Derivazioni
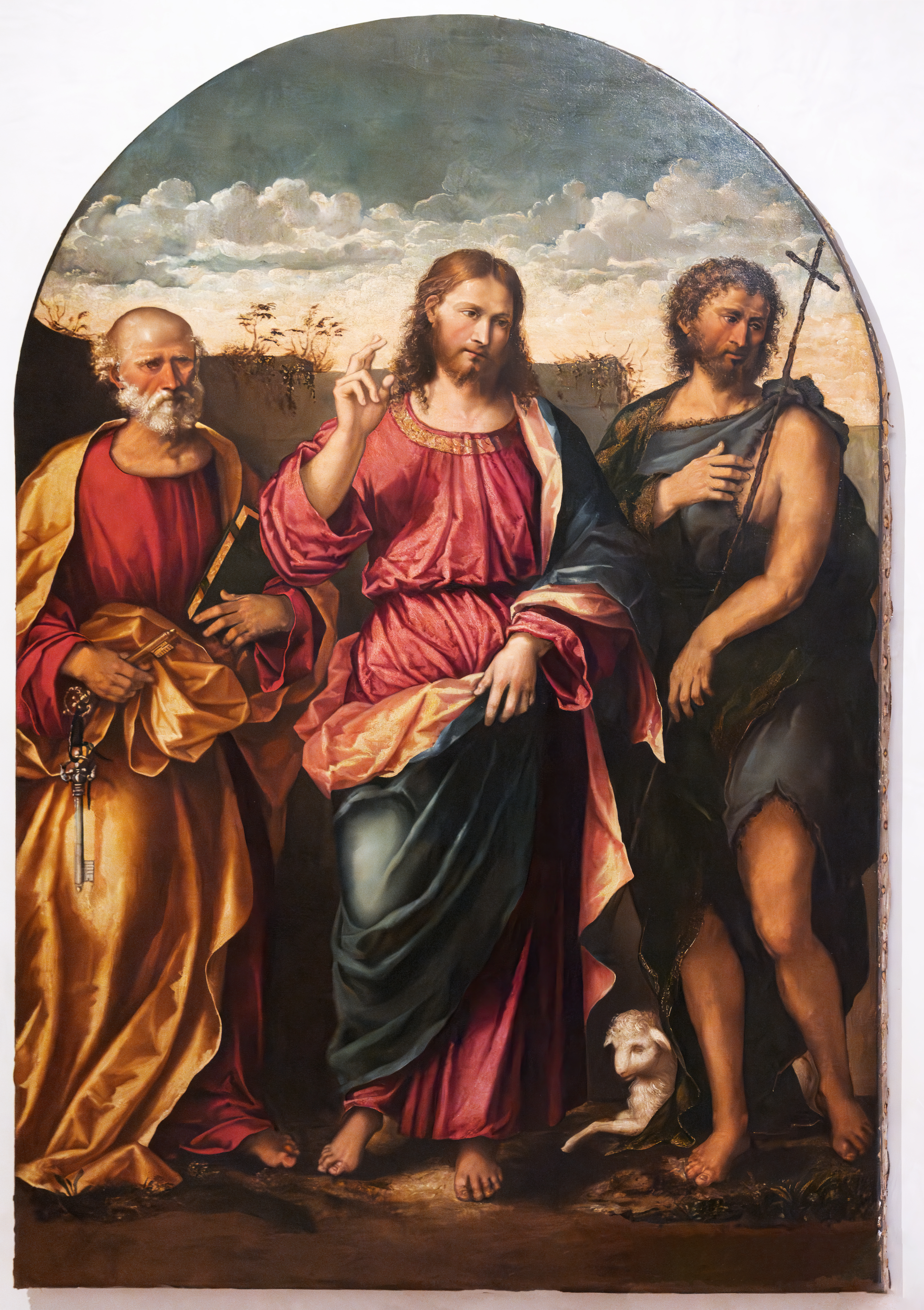
Rocco Marconi, Il Redentore tra i santi Giovanni Battista e Pietro, 1522/1529 circa, olio su tavola, Venezia, Gallerie dell'Accademia
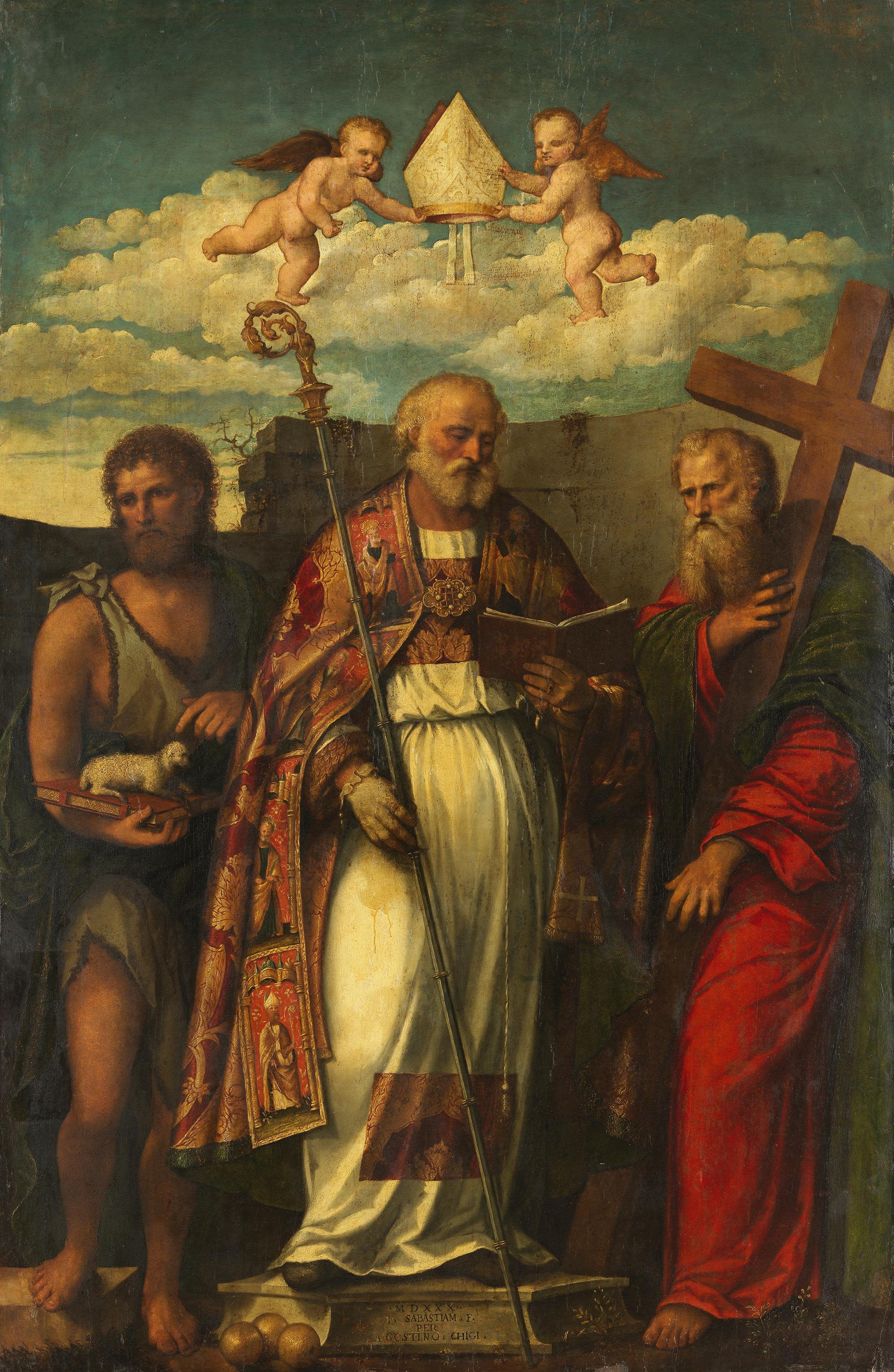
Rocco Marconi, San Nicola tra i santi Giovanni Battista e Filippo, 1529, Monaco di Baviera, Alte Pinakothek
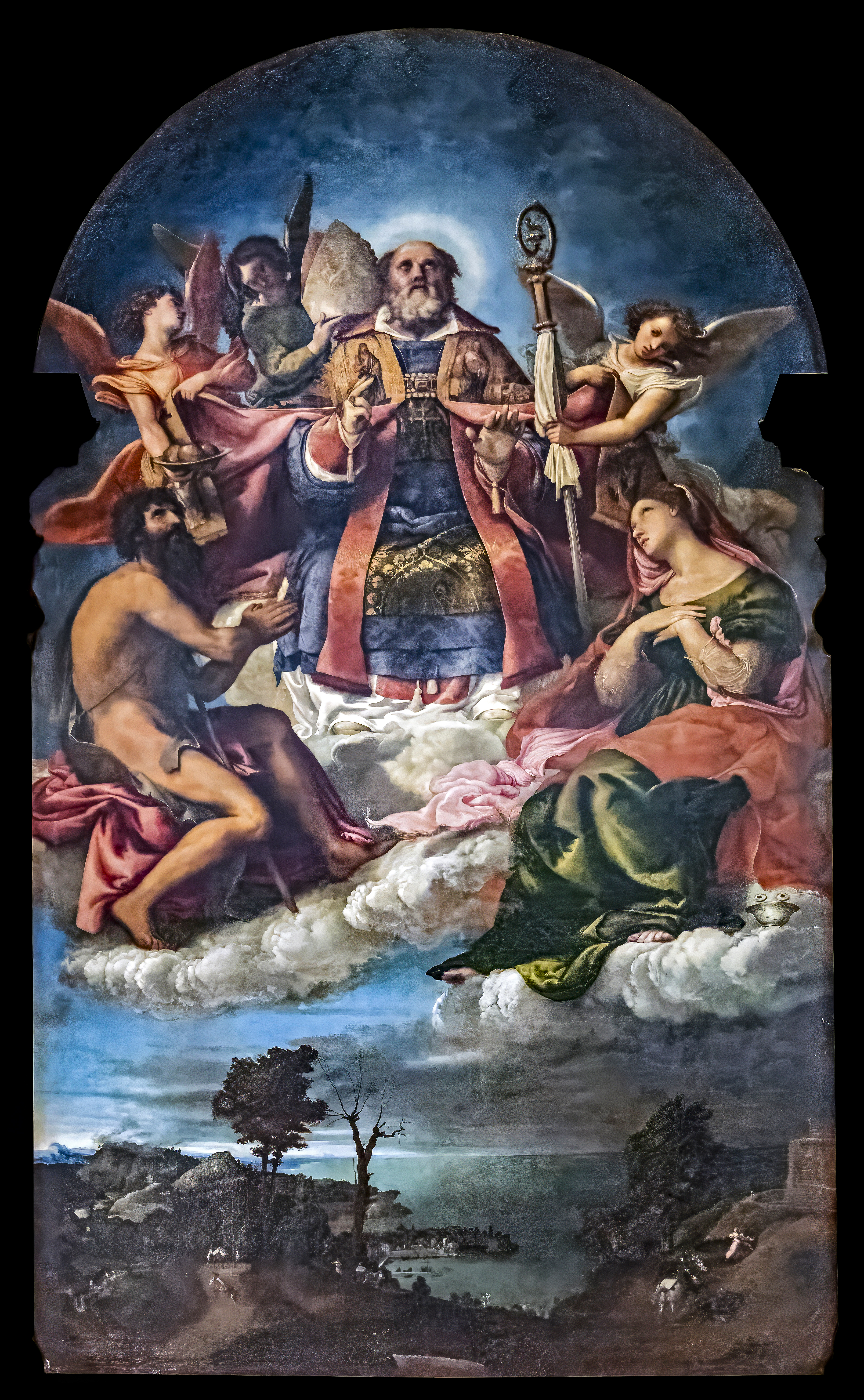
Lorenzo Lotto, San Nicola in gloria, 1527-1529, Venezia, chiesa dei Carmini
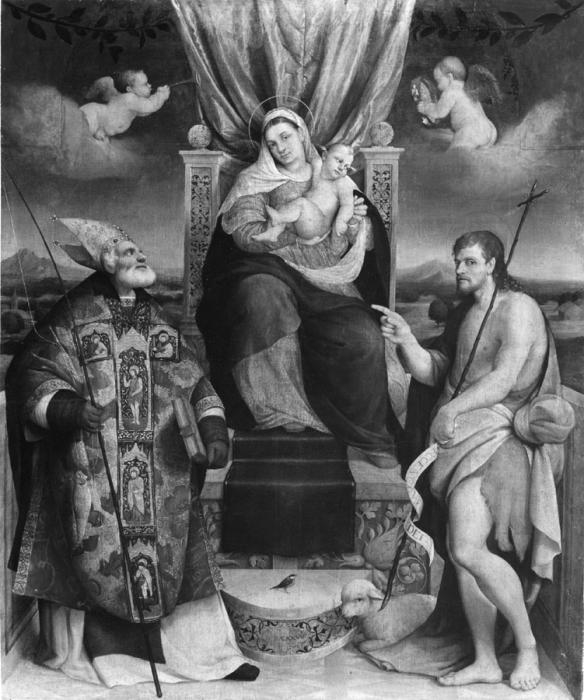
Jacopo Bassano, Madonna col Bambino e i santi Zenone e Giovanni Battista, 1536, Borso del Grappa, chiesa